# Isaac Merritt Singer
Pour les articles homonymes, voir Singer.
Isaac Merritt Singer, né le 27 octobre 1811 à Pittstown dans l'État de New York et mort le 23 juillet 1875 à Paignton dans le Devon, est le fondateur des célèbres machines à coudre Singer. Cet entrepreneur américain célèbre fut aussi acteur dans sa jeunesse.

## Biographie
Isaac Merritt Singer est né dans une famille d'immigrés allemands à Pittstown, État de New York, d'Adam Singer, né Reisinger (1772–1855) et de Ruth Benson. Il fit des améliorations importantes dans la conception des machines à écrire et des machines à coudre inventées par Barthélemy Thimonnier et fut le fondateur de la fameuse Singer Sewing Machine Company. Il eut pour épouse Isabella Eugénie Boyer.
Winnaretta Singer, son 18e enfant, épousa en deuxièmes noces le prince Edmond de Polignac. Une autre de ses filles, Isabelle, épousa le duc Decazes (1864-1912) et se suicida douze ans plus tard, laissant trois enfants.